# スラヴォニア

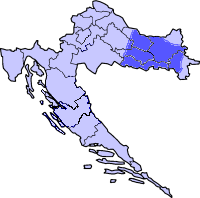
濃い青い部分がスラヴォニア

スラヴォニア（セルビア・クロアチア語: Slavonija / Славонија、ハンガリー語: Szlavónia）とは逆Uの字になっているクロアチアの東部の地域であり、ダルマチアの反対側に位置する。中央クロアチア、ダルマチア地方、イストリア地方と共にクロアチア共和国を構成している。ハンガリー、ボスニア・ヘルツェゴビナおよびセルビアのヴォイヴォディナと接している。

## 歴史
- 10世紀頃 クロアチア、スラヴォニア、ダルマチアを統一したクロアチア王国が成立する。
- 1202年 ハンガリー王がクロアチア、ダルマチア王を兼ね、ハンガリー王国内の自治領となる。
- 15世紀始め頃 オスマン帝国の侵入を受け、オスマン帝国の領域に組み込まれる。ウィーン宮廷直轄地の軍政国境地帯は、後にオーストリア＝ハンガリー帝国領となる。
- 1761年 オスマン軍を退け、ハンガリー王国の領域となる。
- 1918年 セルビア人・クロアチア人・スロベニア人王国（後にユーゴスラビア王国に改称）に編入される。
- 1941年 クロアチア独立国成立。
- 1945年 ユーゴスラビア人民共和国成立。
- 1990年 西スラヴォニア・セルビア人自治州（英語版）（1990年 - 1991年）。
- 1991年 ユーゴスラビアから独立してクロアチア共和国領になる。東部には東スラヴォニア・バラニャおよび西スレム・セルビア人自治州が成立。
- 1998年 東スラヴォニア自治州がクロアチア領となる。
クロアチア紛争の過程でスラヴォニアのボスニア・ヘルツェゴビナ、ヴォイヴォディナに接する地域に住んでいたセルビア人の多くがクロアチア国外に退去したものと見られている。

## 地理
南側をサヴァ川が流れ、クロアチアとボスニア・ヘルツェゴビナの国境になっている。北側にはドラヴァ川があって、こちらはハンガリーとの国境になっている。ハンガリー平原に連続しているので、スラヴォニア一帯はなだらかな地形になっている。
歴史的には、ヴォイヴォディナの西側がスラヴォニアの一部とみなされることがある。

## 郡と郡都
スラヴォニアには5個の郡が存在する。
- ヴィロヴィティツァ＝ポドラヴィナ郡 (Virovitičko-podravska): ヴィロヴィティツァ
- ポジェガ＝スラヴォニア郡 (Požeško-slavonska): ポジェガ
- ブロド＝ポサヴィナ郡 (Brodsko-posavska): スラヴォンスキ・ブロド
- オシエク＝バラニャ郡 (Osječko-baranjska): オシエク（スラヴォニア最大の都市）
- ヴコヴァル＝スリイェム郡 (Vukovarsko-srijemska): ヴコヴァル（クロアチアとセルビア国境の都市）